# Афганское печенье
Афганское печенье — традиционное новозеландское печенье из муки, масла, кукурузных хлопьев, сахара и какао-порошка. Оно покрывается шоколадной глазурью и украшается половинкой ядра грецкого ореха. При приготовлении этого печенья используется большое количество масла и относительно мало сахара. Оно приготовляется без разрыхлителя, поэтому печенье мягкое, с плотной текстурой, имеет хрустящую корочку из кукурузных хлопьев. Высокое содержание масла дает мягкую консистенцию во рту, а сладость глазури компенсирует низкий уровень сахара и горечь какао. Происхождение рецепта — Новая Зеландия, но название, вероятно, происходит от названия цвета «афганский коричневый» (англ. Afghanistan brown). Под таким названием рецепт появился во многих изданиях популярной в Новой Зеландии кулинарной книги «Edmonds Cookery Book».